# V.B. Rose
V.B. Rose (V·B·ローズ?, V.B. Rōzu) è un manga shōjo di Banri Hidaka. Il titolo sta per Velvet Blue Rose. La serie è stata pubblicata dal 2004 al 2009 sulla rivista Hana to Yume, pubblicata dalla Hakusensha e successivamente raccolta in quattordici volumi. In Italia la pubblicazione è stata affidata a J-Pop, che lo ha distribuito dal 2008 al 2012.

## Trama
Ageha lavora presso il Velvet Blue Rose Atelier, il più esclusivo negozio di vestiti da sposa gestito dai due giovani (e super-cool) Mitsuya e Yukari. Il suo scopo è preparare uno splendido vestito per la sorella che, rimasta incinta, dovrà presto sposarsi. Naturalmente questo è solo lo spunto per una storia che porrà Ageha di fronte a molti quesiti sull'amore, mentre relazioni, intrecci e amicizie si mischieranno alla vita di tutti giorni nel negozio dei nostri protagonisti.

## Volumi
| Nº | Data di prima pubblicazione | Data di prima pubblicazione | Data di prima pubblicazione | Data di prima pubblicazione |
| Nº | Giapponese                  | Giapponese                  | Italiano                    | Italiano                    |
| -- | --------------------------- | --------------------------- | --------------------------- | --------------------------- |
| 1  | 19 agosto 2004              | ISBN 978-4-592-18161-3      | 30 novembre 2008            | ISBN 978-88-6123-324-9      |
| 2  | 16 dicembre 2004            | ISBN 978-4-592-18162-0      | 15 marzo 2009               | ISBN 978-88-6123-392-8      |
| 3  | 19 aprile 2005              | ISBN 978-4-592-18163-7      | 21 giugno 2009              | ISBN 978-88-6123-445-1      |
| 4  | 19 luglio 2005              | ISBN 978-4-592-18164-4      | 20 settembre 2009           | ISBN 978-88-6123-504-5      |
| 5  | 18 novembre 2005            | ISBN 978-4-592-18165-1      | 27 dicembre 2009            | ISBN 978-88-6123-651-6      |
| 6  | 17 marzo 2006               | ISBN 978-4-592-18166-8      | 16 maggio 2010              | ISBN 978-88-6123-687-5      |
| 7  | 19 luglio 2006              | ISBN 978-4-592-18167-5      | 8 agosto 2010               | ISBN 978-88-6123-772-8      |
| 8  | 19 dicembre 2006            | ISBN 978-4-592-18168-2      | 14 novembre 2010            | ISBN 978-88-6123-773-5      |
| 9  | 19 aprile 2007              | ISBN 978-4-592-18169-9      | 13 febbraio 2011            | ISBN 978-88-6123-774-2      |
| 10 | 17 agosto 2007              | ISBN 978-4-592-18170-5      | 31 luglio 2011              | ISBN 978-88-6634-024-9      |
| 11 | 18 gennaio 2008             | ISBN 978-4-592-18171-2      | 24 settembre 2011           | ISBN 978-88-6634-112-3      |
| 12 | 19 giugno 2008              | ISBN 978-4-592-18172-9      | 28 gennaio 2012             | ISBN 978-88-6634-175-8      |
| 13 | 19 gennaio 2009             | ISBN 978-4-592-18173-6      | 29 febbraio 2012            | ISBN 978-88-6634-218-2      |
| 14 | 19 maggio 2009              | ISBN 978-4-592-18174-3      | 31 marzo 2012               | ISBN 978-88-6634-226-7      |